# 家族の選択
『家族の選択』（かぞくのせんたく）は、1983年に日本テレビ系「火曜サスペンス劇場」で放送されたテレビドラマ。鈴木清順監督作品。主演は藤村志保。原作 - 佐野洋「しかし殺人は…」（角川文庫刊） 副題「貴女の亭主を殺してあげる」 - フィルム作品。

## あらすじ
大物弁護士・大城戸康平（山形勲）の訪問看護を担う浅井真由美（藤村志保）は、夫の金沢陽一（川地民夫）を実妹の真矢（児島美ゆき）に略奪結婚される。現在は金沢との間にできたと思われた息子・隆夫（柄沢次郎）と2人で暮らしていた。しかし真由美は過去に強姦にあい、隆夫はその時に出来た子供だった。隆夫は自分の出生に疑問を感じる様になり、本当に金沢の息子なのか金沢のザーメン（精液）を手に入れるため奔走する。一方で大城戸は自分に尽くしてくれた真由美に金沢を殺してあげると口約束をする。大城戸の容態が急変し駆け付けた真由美に金沢も道連れにする、真由美の手を汚さぬよう手は打ってあると告げ絶命しショックを受けるが本気だとは思っていなかった。実妹・光子（丸山秀美）を性的に執着していた菅原圭介（苅谷俊介）は、妹の恋人を殺害し刑務所に収監されていたが出所し日雇い宿に住んでいた。光子は大城戸の弁護士事務所で働いた事があり、大城戸の息子で弁護士の勝岡竜太郎（葉山良二）も菅原の事件を弁護していて素性を知っていた。「金沢が妹に手を出している」と菅原に金沢への殺人教唆をした者がいた。菅原は怒り狂い、金沢は遺体となって発見されるが、菅原はやったのは自分ではないと勝岡にすがる。

## キャスト
- 浅井真由美 - 藤村志保
- 小岩慎二 - 佐藤允
- 勝岡敏江 - 小畠きぬ子
- 浅井隆夫 - 柄沢次郎
- 菅原圭介 - 苅谷俊介
- 田所警部 - 西沢利明
- 竹宮厚子 - 林亜里沙
- 三村大輔 - 平泉成
- 金沢陽一 - 川地民夫
- 金沢真矢 - 児島美ゆき
- 菅原光子 - 丸山秀美
- 長嶺高丈
- 関川慎二
- 内藤路代
- 橘妃呂子
- 渋谷さだ子
- 藤田博士
- 川西立子
- 勝岡竜太郎 - 葉山良二
- 大城戸康平 - 山形勲

## スタッフ
- 企画 - 小坂敬（日本テレビ）、山本時雄（日本テレビ）

- プロデューサー - 小杉義夫（日本テレビ）、鍋島寿夫（三船プロ）
- 原作 - 佐野洋「しかし殺人は・・・」 角川文庫刊
- 脚本 - 田上雄
- 音楽 - 大谷和夫
- 撮影 - 椎塚彰
- 照明 - 馬場修
- 録音 - 宮永普（宮永サウンド）
- 美術 - 北川弘
- 編集 - 阿良木佳弘
- 助監督 - 萩谷泰夫
- 記録 - 安倍伸子
- 選曲 - 小原孝司
- 効果 - 橋本正二（宮田音響）
- 演技事務 - 宮下博
- メイク - 入江美粧
- 衣裳 - 京都衣裳
- 整音 - トリッセン・スタジオ
- 装飾 - しみず工房
- 小道具 - 高津映画装飾
- 大道具 - トリッセン・アート
- スチール - 手塚龍行（スタジオかるむら）
- 広報 - 河村良子（日本テレビ）
- タイトル - 兵頭タイトル
- 現像 - 東洋現像所
- 協力 - オースチン・ローバージャパン株式会社、（株）バーモス、郷土料理くらわんか
- 製作担当 - 土川勉
- テーマ曲 - 「家路」 唄 - 岩崎宏美（ビクターレコード）
- 音楽協力 - 日本テレビ音楽
- 監督 - 鈴木清順
- 制作 - 日本テレビ、三船プロダクション